# Insomnio de altitud
El insomnio de altitud es un insomnio de aparición aguda, generalmente acompañado de cefalea, pérdida de apetito y fatiga. Ocurre tras el ascenso a altitud. Es una queja frecuente en escaladores o en personas que duermen en ambientes de gran altitud. Los síntomas ocurren, generalmente, a las 72 horas de la exposición a grandes alturas. Alteraciones respiratorias que están en relación con la disminución del oxígeno inspirado se asocian con la dificultad para iniciar o mantener el sueño. Las alteraciones del sueño aparecen generalmente en altitudes mayores de los 4.000 metros.